# 张俊 (东汉)
张俊（?—?），蜀郡（今四川省成都市）人，中国东汉政治人物。
张俊有才能，与哥哥张龛任尚书郎。他年轻气盛，看到郎官朱济、丁盛行为不端，计划劾奏朱济、丁盛。朱济、丁盛通过陈重、雷义去请求张俊，张俊不听。于是诬告张俊和袁敞之子泄露宫中的机密，于是下狱，几乎被杀。袁敞不愿意受到侮辱，于是自杀。邓太后赦免张俊的死罪，张俊于是上书致谢，文辞极为哀惋。